# Alfa Bank

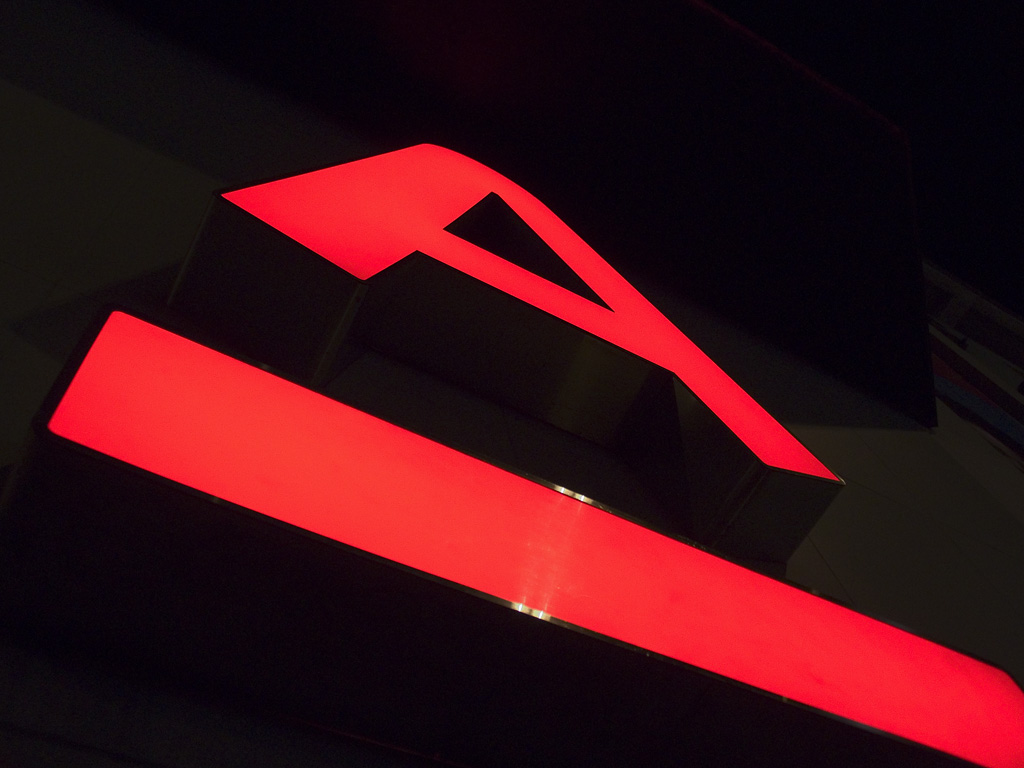
Alfa Bank

Alfa Bank JSC, del grupo Alfa, es el banco comercial privado más grande de Rusia. Fue fundado por el empresario e inversor ruso Mijaíl Fridman, que todavía hoy controla la propiedad. Tiene sede en Moscú y opera en siete países, proporcionando servicios financieros a más de 40.000 clientes corporativos y 5,3 millones de clientes minoristas. Alfa Bank es un banco líder en Rusia y Ucrania, uno de los 10 bancos más grandes de ambos países. En la edición 2009 del Top-1000 World Banks, de la revista The Banker, Alfa Bank se situó en el puesto 270.º.

## Historia

### 1990
- 1990 – Alfa Bank es fundado como sociedad con responsabilidad limitada por el empresario Mijaíl Fridman.
- 1991 – Autorización del Banco Central de Rusia y primeras cuentas corporativas.
- 1992 – Alfa Bank entabla relaciones comerciales con seis bancos extranjeros. Primera oficina minorista abre en Moscú.
- 1993 – Alfa Bank se convierte en miembro de Moscow Interbank Currency Exchange. Alfa Bank empieza a trabajar en deuda pública (GKOs y OFZs).
- 1994 – Alfa Bank es miembro de MasterCard/Europay, sistema de tarjetas de crédito internacionales y se une a la Society for Worldwide Interbank Financial Telecommunication. Pyotr Aven es nombrado presidente del banco. Alfa Bank abre filial en Almatý, Kazajistán.
- 1995 – Abre oficina en Londres, Reino Unido.
- 1996 – Alfa Bank se une a Euroclear y participa en el primer Eurobonds desde la Revolución de Octubre. Abre oficina en Nizhni Nóvgorod.
- 1997 – Oficinas en San Petersburgo y Samara. El valor de sus activos sobrepasa los $1.000 millones.
- 1998 – Alfa Bank se fusiona con Alfa Capital, compañía hermana de Alfa Group. Abre oficina en Novosibirsk, tercera ciudad más populosa de Rusia.
- 1999 – Abren 14 oficinas minoristas por toda Rusia.

### 2000
- 2000 – Alfa Bank adquiere un 76% de Kyivinvestbank (más tarde rebautizado "Alfa Bank Ukraine").
- 2001 – Al final del primer trimestre, la cartera de préstamos alcanza los $ 1.000 millones de dólares. Alfa Bank abre una subsidiaria en la ciudad de Nueva York, Alfa Capital Markets, una compañía regulada por la NASD (ahora Financial Industry Regulatory Authority, FINRA) para proveer servicios de corretaje e inversión en América del Norte y Sudamérica. Emerging Markets Investor y Global Finance lo nombran "Mejor Banco en Rusia". Alfa Bank compra el 100 % de Ámsterdam Trade Bank N.V. y por lo tanto adquiere una licencia bancaria completa en la Unión Europea.
- 2002 – Gazprom y Alfa Bank logran un acuerdo estratégico. Junto con Merrill Lynch, Alfa Bank gana un contrato de consultoría financiera de Unified Energy System. Fitch y S & P mejoran su calificación crediticia de Alfa Bank.
- 2003 – Crecimiento récord en los beneficios en 2002 (la cartera de créditos aumentó un 70%, hasta $ 1.400 millones, los activos subieron un 51%, mientras que la utilidad neta aumentó más de un tercio). Alfa Bank, en colaboración con el Instituto Lauder de la Wharton School of Business, establece un nuevo premio a la "Excelencia en la Inversión Extranjera", que será presentado a empresas extranjeras que operan en Rusia por su importante contribución al gobierno corporativo ya las exitosas operaciones comerciales. Alfa Bank obtiene un préstamo sindicado no garantizado de 82 millones de dólares, el mayor registro entre los bancos privados. S & P, Fitch y Moody's mejoran la calificación de Alfa Bank durante el año.
- 2004 – Alfa Bank encabeza la lista de consultores financieros por valor de las operaciones, completando transacciones por $ 8.900 millones en 2003. La cartera de préstamos de Alfa Bank crece un 52% en el año, llegando a $ 2.800 millones.
- 2005 –  Mikhail Fridman se convierte en el miembro de la Cámara Pública de Rusia. Alfa Bank emite $ 225 millones de eurobonos subordinados no garantizados. S & P, Fitch y Moody's mejoran la calificación de Alfa Bank durante el año.

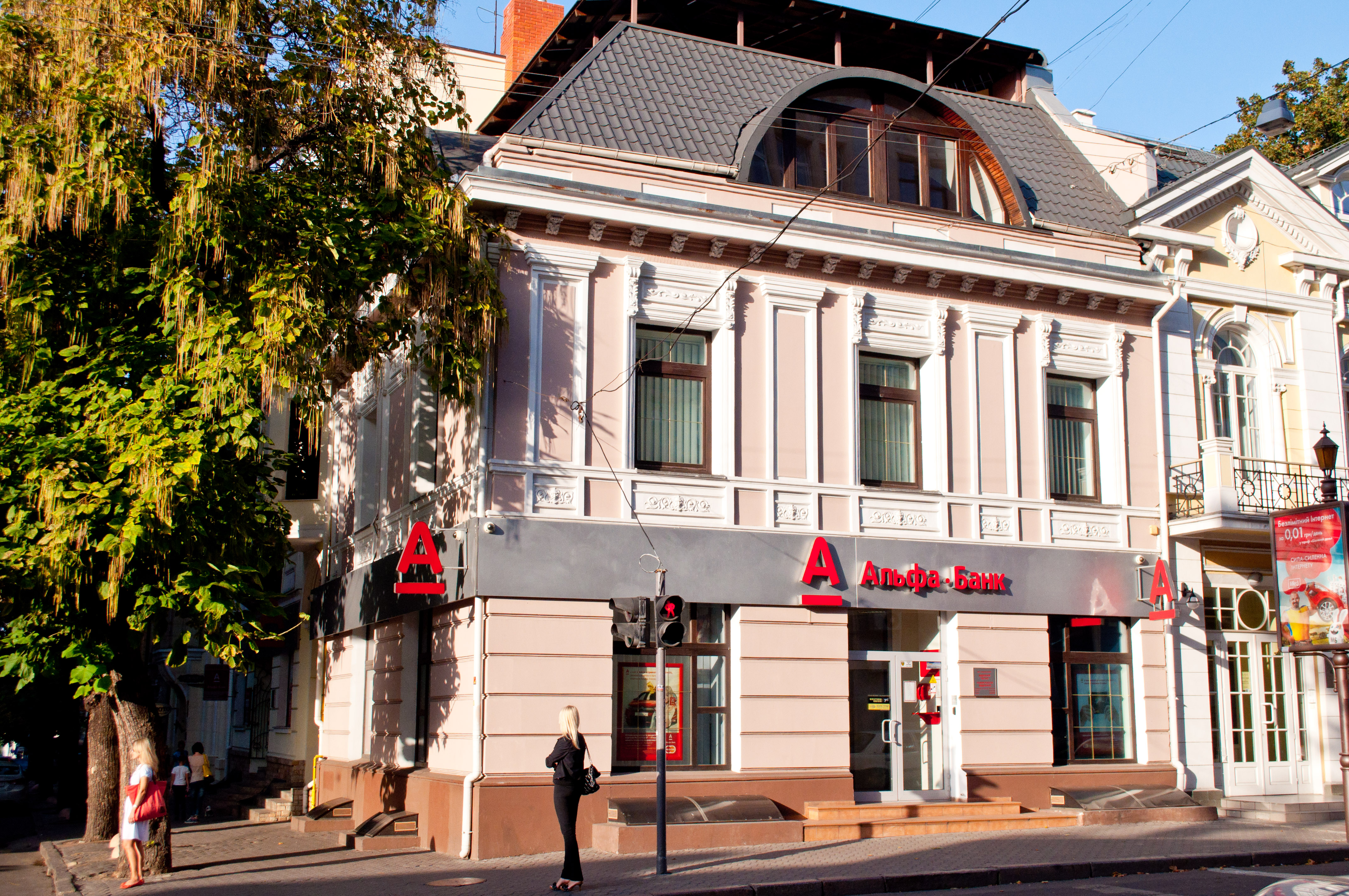
Oficina de Alfa Bank en Odesa, Ucrania (2012)

- 2006 – Las cifras muestran que los activos totales del banco superan la marca de 10.000 millones de dólares por primera vez en la historia de la compañía.
- 2007 – En relación con el cierre de Sodbiznesbank en 2004, Alfa Bank es investigado por la policía rusa en septiembre.[7][8]
- 2008 – Alfa Bank obtiene un crédito del Gobierno ruso por un importe de $400 millones de dólares en el mes de octubre.[9][10] Alfa Bank adquiere Severnaya Kazna, un importante banco regional que opera en la región de los Urales.
- 2009 – Fitch rebaja la calificación de Alfa Bank.[11]

### 2010
- 2010 – Alfa Bank lanza Eurobonos a 7 años por un valor de $1.000 millones.[12]
- 2011 – Alfa Bank intenta comprar el Banco de Moscú, pero la venta va a VTB Bank.[13]
- 2012 – En cooperación con Euroset, Alfa Bank lanza un programa de crédito de tarjeta de fidelidad.[14]
- 2016 – Entre el 31 de octubre y el 2 de noviembre, Franklin Foer informó en Slate que había habido una actividad inusual y repetida entre el 4 de mayo y el 23 de septiembre de 2016 entre dos servidores informáticos registrados en Alfa Bank en Moscú y un servidor propiedad del Trump.[15][16][17][18][19] La actividad incluía, en menor grado, comunicaciones a un servidor en Spectrum Health, una cadena de instalaciones médicas dirigida por Dick DeVos, el marido de Betsy DeVos.[20] De agosto a octubre de 2016, el FBI investigó la actividad del servidor de computadoras entre la Organización Trump y Alfa Bank.
- 2017 – En enero, el dossier Donald Trump-Rusia, preparado por el exagente del MI6 Christopher Steele[21] y que denota varios vínculos entre Trump y Rusia, fue publicado en su totalidad en BuzzFeed News. El expediente menciona la sociedad matriz de Alfa Bank, Alfa Group ("Alpha Group" en el expediente).[22] El 10 de marzo, CNN informó que el FBI continuaba investigando la inusual actividad informática entre Alfa Bank y la Organización Trump, habida en el verano de 2016 y que había sido reportado en los medios de comunicación justo antes de las elecciones presidenciales de Estados Unidos.[23] También en marzo, Alfa Bank fue el objetivo de protestas ucranianas.[24] En mayo, sus propietarios presentaron una demanda por difamación contra BuzzFeed por publicar el dossier no comprobado Donald Trump-Rusia, que alega vínculos financieros y connivencia entre los propietarios de Putin, Trump y Alfa Bank.[25][26]
- 2021 – Habiendo el FBI determinado que era falso todo nexo entre Alfa Bank y Trump, el gobierno de EEUU demandó al abogado Michael A. Sussmann, quien era el que llevó la falsa información al FBI que causó el bulo del 2017.  Susan llevó la falsa información al FBI presentándose como parte desinteresada, cuando en realidad era empleado de Hillary Clinton.[27]